# Гревена (областна единица)
Гревена (на гръцки: Νομός Γρεβενών, Номос Гревенон) е ном в Гърция в административната област Западна Македония. Център на нома е град Гревена (Гребена). По-голямата част от нома е планинска. Гревена е един от най-слабо населените номи в Гърция. Създаден е в 1964 година при разделянето на стария ном Гревена-Кожани. Граничи с номите Янина (Епир) на запад, Костур (Западна Македония) на северозапад, Кожани (Западна Македония) на север и изток, Лариса (Тесалия) на югоизток и Трикала (Тесалия) на юг.
Планините в нома са Пинд (Пиндос) на запад, Хасия на юг, Червена гора (Вуринос) на североизток и Камбуница (Камвуния) на югоизток. Най-дългата река е Бистрица (Алиакмонас), която преминава през нома от изток, през централната част и на юг.
Икономиката на региона разчита на селското стопанство, екотуризма, горската промишленост и ски-курорта Василица, популярна дестинация за зимни почивки.

## Транспорт
- Гръцки републикански път 15, юг, център, север
- Гръцки републикански път 26, югоизток
- Виа Егнация (магистрала)/E90, югозапад, център, североизток

## Деми и общини
| Дем                 | Статистически код | Център                  | Пощенски код | Телефонен код |
| ------------------- | ----------------- | ----------------------- | ------------ | ------------- |
| Агиос Космас        | 0909              | Мегаро (Радосинища)     | 511 00       | 24620-73      |
| Вендзи (Венци)      | 0902              | Книди (Коприва)         | 511 00       | 24620-91      |
| Горгяни             | 0903              | Кипурио                 | 511 00       | 24620-75      |
| Гревена             | 0904              | Гревена                 | 511 00       | 24620-2       |
| Дескати             | 0905              | Дескати                 | 512 00       | 24620-3       |
| Ираклеотес          | 0907              | Агиос Георгиос (Чурхли) | 510 30       | 24620-41      |
| Теодорос Зякас      | 0908              | Мавранеи (Мавронища)    | 511 00       | 24620-83      |
| Хасия               | 0915              | Карперо (Диминища)      | 511 00       | 24620-3       |
| Община              | Статистически код | Център                  | Пощенски код | Телефонен код |
| Авдела              | 0901              | Авдела                  | 401 00       | 24920-23      |
| Доцико (Дуско)      | 0906              | Доцико (Дуско)          | 411 00       | 24620-25      |
| Месолури (Месолово) | 0910              | Месолури (Месолово)     | 510 32       | 24620-2       |
| Периволи            | 0911              | Периволи                | 511 00       | 24620-80      |
| Самарина            | 0912              | Самарина                | 511 00       | -             |
| Смикси              | 0913              | Смикси                  | 401 00       | 24920-22      |
| Филипеи (Филипища)  | 0914              | Филипеи (Филипища)      | 511 00       | 24620-2       |